# Прапор Нижньогірського
Прапор Нижньогірського затверджений 9 листопада 2007 року рішенням Нижньогірської селищної ради.

## Опис
Прямокутне полотнище із співвідношенням сторін 2:3 розділене білим орнаментом із листочків на три вертикальні смуги — червону, синю і червону — у співвідношенні 1:2:1. У центрі другої смуги — герб селища з білою облямівкою.